# Port lotniczy Zrenjanin
Port lotniczy Zrenjanin (ZRE, LYZR) – port lotniczy położony niedaleko Zrenjanina (Serbia). Obsługuje połączenia krajowe.